# Comuna Bilciurești, Dâmbovița
Bilciurești este o comună în județul Dâmbovița, Muntenia, România, formată din satele Bilciurești (reședința) și Suseni-Socetu. Se află , la 49 km de București, pe drumul spre Târgoviște, via Buftea.

## Istorie
La sfârșitul secolului al XIX-lea, comuna Bilciurești era reședința plășii Ialomița din județul Dâmbovița, și era formată din cătunele Bilciurești, Socetu și Frecăței, cu 2000 de locuitori. În comună funcționau o moară cu aburi, două biserici, o școală de băieți cu 55–70 de elevi și una de fete, cu 23–40 de eleve. Școala de fete a fost deschisă în 1889, când s-a construit sediul ambelor școli, pe un teren lăsat în acest scop prin testament de către proprietarul Chiriță Vasilescu. În 1925, comuna era în continuare reședință de plasă, denumită Bilciurești, și avea în compunere satele Chiriac, Suseni și Bilciurești, cu 2600 de locuitori.
În 1950, comuna a trecut la raionul Răcari din regiunea București, din care a făcut parte până în 1968, când a revenit, în componența actuală, la județul Dâmbovița, reînființat.

## Demografie
Componența etnică a comunei Bilciurești
     Români (94,3%)
     Alte etnii (5,7%)
Componența confesională a comunei Bilciurești
     Ortodocși (88,01%)
     Creștini după evanghelie (5,33%)
     Alte religii (0,85%)
     Necunoscută (5,81%)
Conform recensământului efectuat în 2021, populația comunei Bilciurești se ridică la 1.876 de locuitori, în scădere față de recensământul anterior din 2011, când fuseseră înregistrați 1.889 de locuitori. Majoritatea locuitorilor sunt români (94,3%). Din punct de vedere confesional, majoritatea locuitorilor sunt ortodocși (88,01%), cu o minoritate de creștini după evanghelie (5,33%), iar pentru 5,81% nu se cunoaște apartenența confesională.

## Politică și administrație
Comuna Bilciurești este administrată de un primar și un consiliu local compus din 11 consilieri. Primarul, Adina Stoican[*], de la Partidul Social Democrat, este în funcție din 2016. Începând cu alegerile locale din 2024, consiliul local are următoarea componență pe partide politice:
|  | Partid                          | Consilieri | Componența Consiliului | Componența Consiliului | Componența Consiliului | Componența Consiliului | Componența Consiliului | Componența Consiliului | Componența Consiliului |
|  | ------------------------------- | ---------- | ---------------------- | ---------------------- | ---------------------- | ---------------------- | ---------------------- | ---------------------- | ---------------------- |
|  | Partidul Social Democrat        | 7          |                        |                        |                        |                        |                        |                        |                        |
|  | Partidul Național Liberal       | 2          |                        |                        |                        |                        |                        |                        |                        |
|  | Alianța pentru Unirea Românilor | 2          |                        |                        |                        |                        |                        |                        |                        |

## Personalități născute aici
- Victor Dragomirescu (1912 - 1939), legionar;
- Alexandru Badea (1938 - 1986), fotbalist;
- Dan Bogdan (n. 1948), scriitor, avocat.